# Charles Augustin de Coulomb

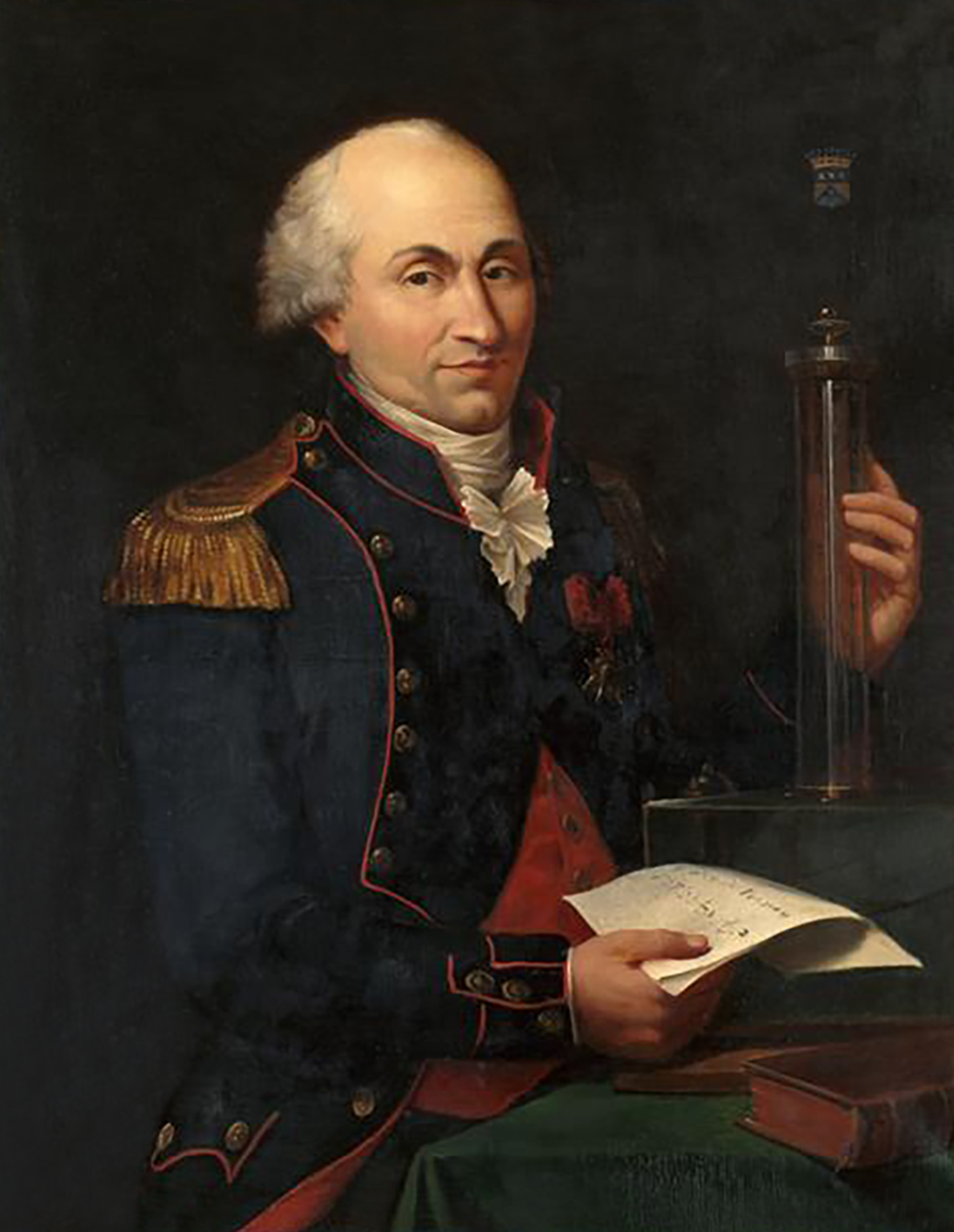
Charles Augustin de Coulomb

Charles Augustin de Coulomb (* 14. Juni 1736 in Angoulême; † 23. August 1806 in Paris) war ein französischer Physiker und begründete die Elektrostatik sowie die Magnetostatik. Er gilt als Entdecker des coulombschen Gesetzes.

## Biographie
Coulombs Vater Henry stammte aus einer angesehenen Familie von Juristen und Verwaltungsbeamten in der Region Languedoc, seine Mutter war Catherine Bajet. Er wuchs in Angoulême auf und ging, nachdem die Familie nach Paris gezogen war, auf das angesehene College Mazarin in Paris. Nachdem sein Vater sein Vermögen bei Spekulationen verloren hatte, trennten sich die Eltern. Coulomb blieb zunächst bei der Mutter, da es jedoch zum Streit darüber kam, dass er eine Karriere in Mathematik und Naturwissenschaften einschlagen wollte, folgte er seinem Vater nach Montpellier. 1758 war er jedoch wieder in Paris, um sich für die Eingangsprüfungen an der staatlichen Schule für Ingenieursoffiziere Ecole de génie militaire de Mézières vorzubereiten. Anfang 1760 begann er dort zu studieren und machte Ende 1761 seinen Abschluss und begann seine Laufbahn im Staatsdienst als Leutnant des Corps de Génie, wo Coulomb Aufgaben als Bauingenieur zum Beispiel bei der Instandsetzung von Festungen wahrnahm. Zunächst war er in Brest stationiert und ab 1764 in Martinique in der Karibik, das 1762 vorübergehend von den Engländern erobert worden war und nach der Rückgabe von Frankreich stärker befestigt werden sollte. Bis 1772 leitete Coulomb den Bau des neuen Fort Bourbon. Frucht dieser Arbeiten war auch eine Abhandlung zur Baustatik, die er 1773 nach seiner Rückkehr nach Frankreich in den Abhandlungen der französischen Akademie der Wissenschaften (Académie des sciences) veröffentlichte, die ihm die Aufmerksamkeit von Wissenschaftlern wie seinem ehemaligen Lehrer Charles Bossut verschaffte. Während er in Cherbourg stationiert war, schrieb Coulomb eine Abhandlung über den Kompass, die ihm 1777 einen Preis der Pariser Akademie einbrachte. Die Abhandlung war auch von Bedeutung, weil er die Torsionswaage (und allgemein die Torsion von dünnen Fäden) behandelte, die später Grundlage seiner Experimente zur Messung auch schwacher Kräfte werden sollte.
1779 wurde er nach Rochefort gesandt, um dem Marquis de Montalembert, der neue, von der klassischen Linie von Vauban abweichende Ideen im Festungsbau verfolgte, beim Bau eines ganz aus Holz errichteten Forts zu helfen. Auf den Schiffswerften in Rochefort führte er Experimente aus, die zu seiner Abhandlung Theorie des machines simples führten, in der er seine Theorie der Reibungskräfte entwickelte. Sie brachte ihm 1781 den großen Preis der Pariser Akademie der Wissenschaften ein und führte zu seiner Aufnahme in die Akademie, was Coulomb unabhängig machte. Er zog nach Paris und widmete sich physikalischen Experimenten, die zu seinen berühmten Abhandlungen über Elektrizität und Magnetismus im Zeitraum 1785 bis 1791 führten, aber auch zu vielen weiteren Abhandlungen. Als Ingenieur war er nur noch gelegentlich in beratender Funktion tätig, so 1783/84 gegen seinen Willen als Gutachter über Hafen- und Kanalprojekte in der Bretagne, die aber zu Streitigkeiten führten, in deren Folge er auch eine Woche im Gefängnis verbrachte. Coulomb war sehr aktiv in den Sitzungen der Akademie und publizierte viel, wobei er eng mit bekannten Wissenschaftlern und Ingenieuren wie Pierre Simon de Laplace, Jean-Charles de Borda, Charles Bossut und Gaspard de Prony zusammenarbeitete. Die Regierung zog ihn daneben auch zu weiteren Aufgaben heran, wie die Begutachtung der Hospitäler, was zu einer Studienreise 1787 nach London führte, oder die Wasserversorgung von Paris und die Funktion der Wasserspiele in den königlichen Gärten (1784).
Nach Ausbruch der Französischen Revolution 1789 verlor Coulomb viele seiner Ämter oder legte sie nieder (1791 verließ er das Corps de Genie). Nachdem 1793 die Akademie der Wissenschaften aufgelöst worden war, zog er sich zurück aufs Land nach Blois, wo er ein Haus besaß und sich weiter Experimenten widmete. Erst 1795 kehrte er mit der Gründung des Institut de France, das die Akademie ersetzte, und seiner Wahl als Mitglied des Institut nach Paris zurück. Napoleon holte ihn als Aufseher über das Unterrichtswesen des Landes von 1802 bis 1806 wieder in den Staatsdienst zurück, wobei er die Gründung neuer Gymnasien (Lycée) in ganz Frankreich förderte.
Coulomb war seit 1802 mit Louise Françoise LeProust Desormeaux verheiratet, mit der er zuvor 1790 und 1797 zwei Söhne hatte.

## Werk
Seine wissenschaftlichen Leistungen sind vielfältig:
- Gesetze der Haftreibung
- Innere Reibung von Flüssigkeiten
- Historisch älteste Formulierung des Schergesetzes in der Bodenmechanik und Lösung des Erddruckproblems, wobei Coulomb in seinem Aufsatz von 1776 auch die Theorie steinerner Gewölbe behandelt.[2]
- Experimentelle Demonstration des elektrostatischen Kraft-Abstand-Gesetzes (Coulomb-Gesetz): Mit einer Drehwaage (seinerzeit elektrische Balance genannt) beschrieb er 1784/85 Versuche, die die Gesetzmäßigkeit illustrierten, mit der die Relation zwischen der elektrischen Kraft zwischen zwei Ladungen und dem Abstand dieser Ladungen beschreibt. Die elektrostatische Coulombkraft bildet mit den Kräften des Magnetismus die Elektrodynamik, eine der vier Grundkräfte der Physik.

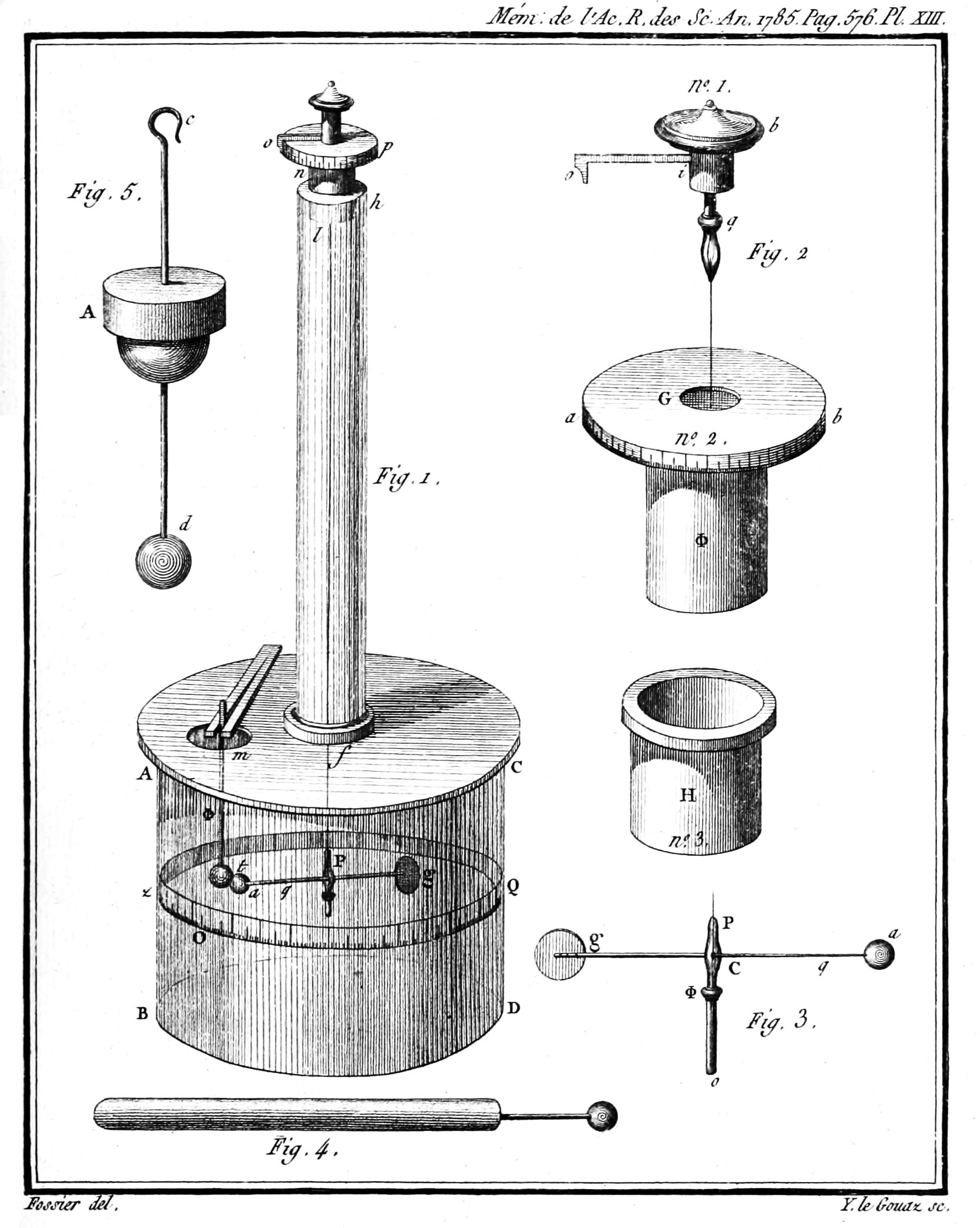
Elektrische Balance, Drehwaage von Coulomb
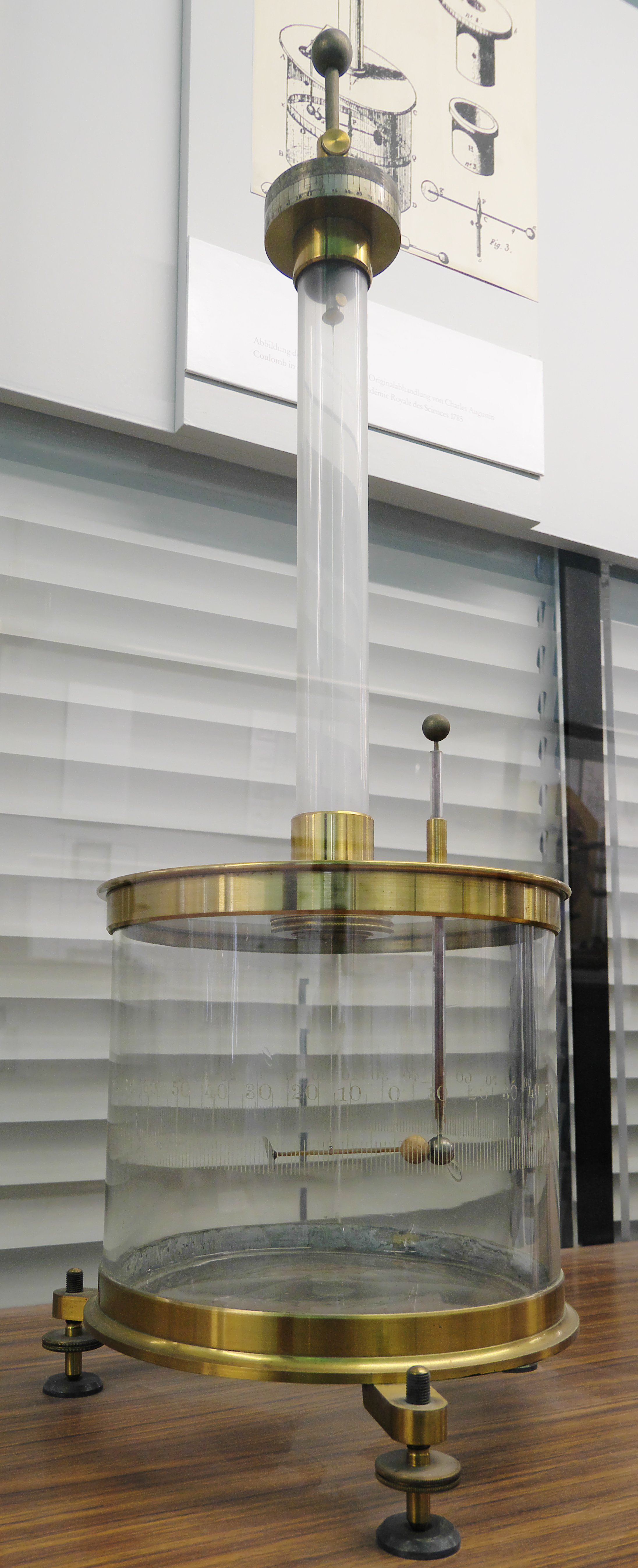
Nachbau der originalen Coulombschen Drehwaage im Deutschen Museum in München

## Ehrungen
Coulomb zu Ehren heißt die physikalische Einheit der elektrischen Ladung 1 C (ein Coulomb). Auch die Coulomb-Blockade, der Mondkrater Coulomb und der Asteroid (30826) Coulomb sind nach ihm benannt.
Coulomb ist namentlich auf dem Eiffelturm verewigt, siehe: Die 72 Namen auf dem Eiffelturm.